# Fernando Ampuero
Fernando Pedro Ampuero del Bosque (Lima, 13 de julio de 1949) es un periodista, escritor, cuentista, poeta, dramaturgo y guionista peruano, que ha practicado los géneros más diversos: cuento, novela, teatro, ensayo, crónica, poesía.

## Biografía
Estudió en Lima, en el Colegio de la Inmaculada y en la Universidad Católica. Ha sido subdirector de la revista Caretas, director de Jaque y Somos, editor general de Canal N y director de los programas televisivos Documento y Uno más uno de ATV. Hasta fines del 2008, fue director de la unidad de investigación del diario El Comercio y de su suplemento cultural El Dominical y de ATV Noticias.
Como periodista de investigación, "ha logrado meter a la cárcel a varios compatriotas suyos, en una cruzada contra la corrupción que emprendió desde el periodismo. Esto le valió andar por las calles con dos guardaespaldas, uno de los cuales recibió una bala en el muslo como señal de advertencia".
"Los periodistas hemos ejercido la misión de fiscalizadores, o bien de investigadores, reemplazando a veces a la policía", ha dicho, aunque reconoce que es una tarea frustrante: "Por un tipo que logras desenmascarar y encarcelar, surgen diez igual o peor de corruptos".
Inició su carrera literaria durante un largo viaje de mochilero, que lo llevó a vivir un tiempo en las Islas Galápagos. Su primer libro fue una recopilación de relatos aparecida en 1972 y titulada Paren el mundo que acá me bajo, al que le han seguido varios volúmenes de cuentos, Malos modales (1994), Bicho raro (1996), Mujeres difíciles, hombres benditos (2005), Lobos solitarios y otros cuentos" (2018), las compilaciones Fantasmas del azar (2010) y Cuentos (2013,2016,2017), y sus volúmenes de cuentos selectos Íntimos y salvajes (2017), Mientras arden los sueños (2019) y Ampuero esencial Vol. 1 y Vol. 2
Su novela más conocida es Caramelo verde (1992), que dio comienzo a su Cuarteto de Lima, compuesta además por Puta linda (2006), Loreto (2014) y Hasta que me orinen los perros (2008). Esta última está basada en uno de sus cuentos más celebrados: Taxi driver sin Robert de Niro, que según The Times Literary Supplement "es uno de los más impactantes cuentos latinoamericanos del siglo XX".  Sobre esta circunstancia, Ampuero ha explicado en una entrevista:
"Soy esencialmente un cuentista. Mis novelas en realidad son cuentos largos".
En 2011 publicó El peruano imperfecto, una obra más personal que sus anteriores novelas y en la que el protagonista, Pedro José de Arancibia, es, como él, muy alto (Ampuero mide casi un metro noventa), dirigió la unidad de investigación en El Comercio, cuyo guardaespaldas recibió un balazo en un muslo y que desciende al igual que él de un conquistador español y una princesa inca; también mochileó por el mundo entero, vivió en Galápagos y Budapest, y escribe cuentos. "Este juego de espejos le divierte, porque si bien hay algunos aspectos que son fielmente tomados de su historia personal, hay otros ficticios: 'Lo que hice fue exagerar algunos episodios de mi vida y atenuar otros que, de no hacerlo, parecerían inverosímiles'".

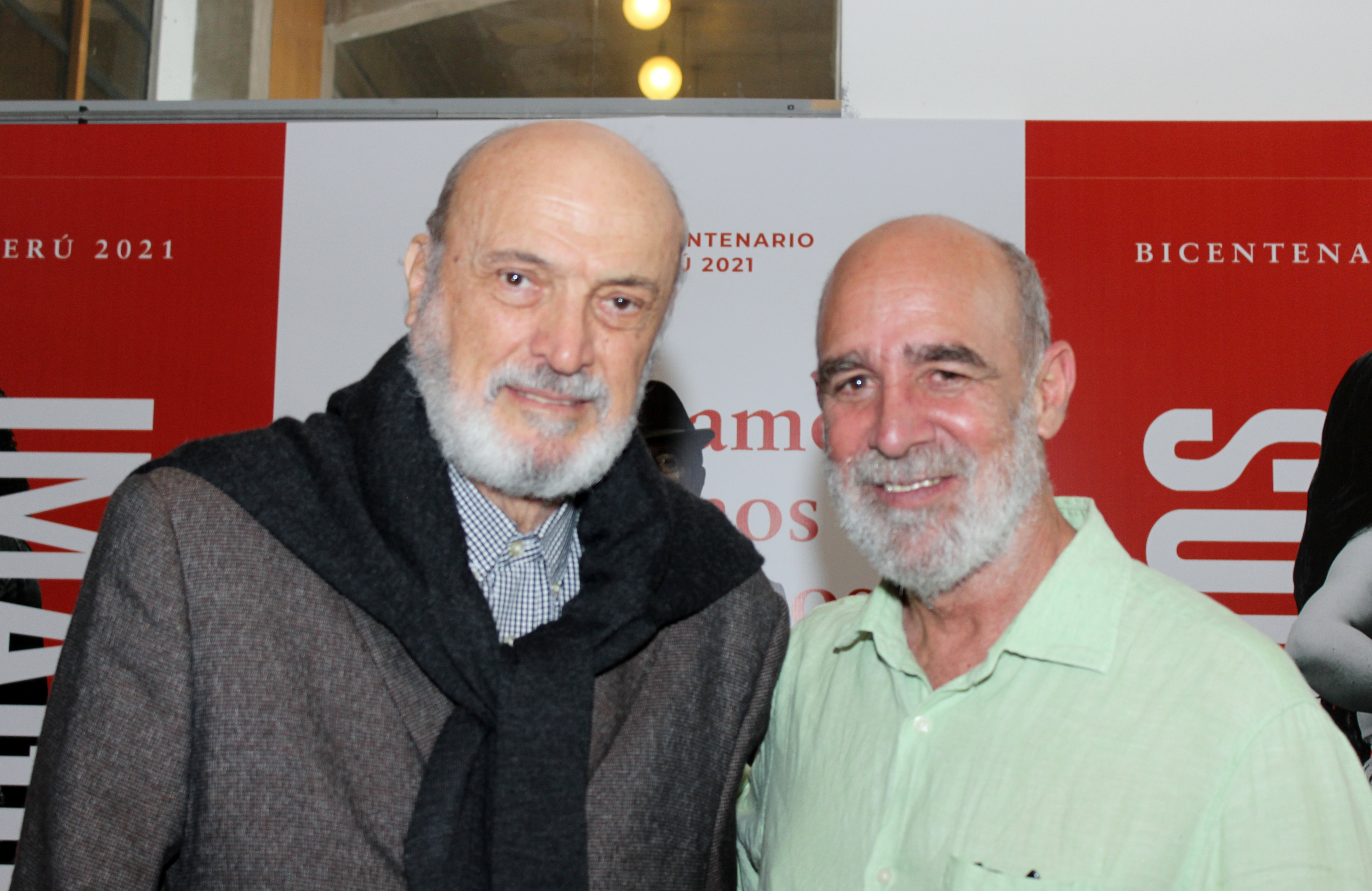
Ampuero con el artista visual Ricardo Wiesse; FILSA 2018.

Publicó el libro de crónicas y ensayos Tambores invisibles (ambos en 2014), y al año siguiente su novela más lírica y personal, Sucedió entre dos párpados. En 2017 apareció la plaquette Lobos solitarios, narración celebrada por la crítica y que fue uno de los libros que figuró en la lista de más vendidos en la FIL Lima 2017.
En 2018, año en que publicó La bruja de Lima, primera entrega de sus memorias, Fernando Ampuero recibió el Premio FIL LIMA de Literatura. 
Algunas de sus obras han sido traducidas a otros idiomas (Caramel vert, París, Taxi driver sans Robert de Niro, Lyon) e igualmente ha sido antologado (por ejemplo, The Picador Book of Latin American Stories, London; The Vintage Book of Latin American Stories, New York; Erzählungen aus Spanisch Amerika, München, Germany; o Beings: Contemporary Peruvian Short Stories, London, con su relato «Malos modales»,) etc.

## Obras

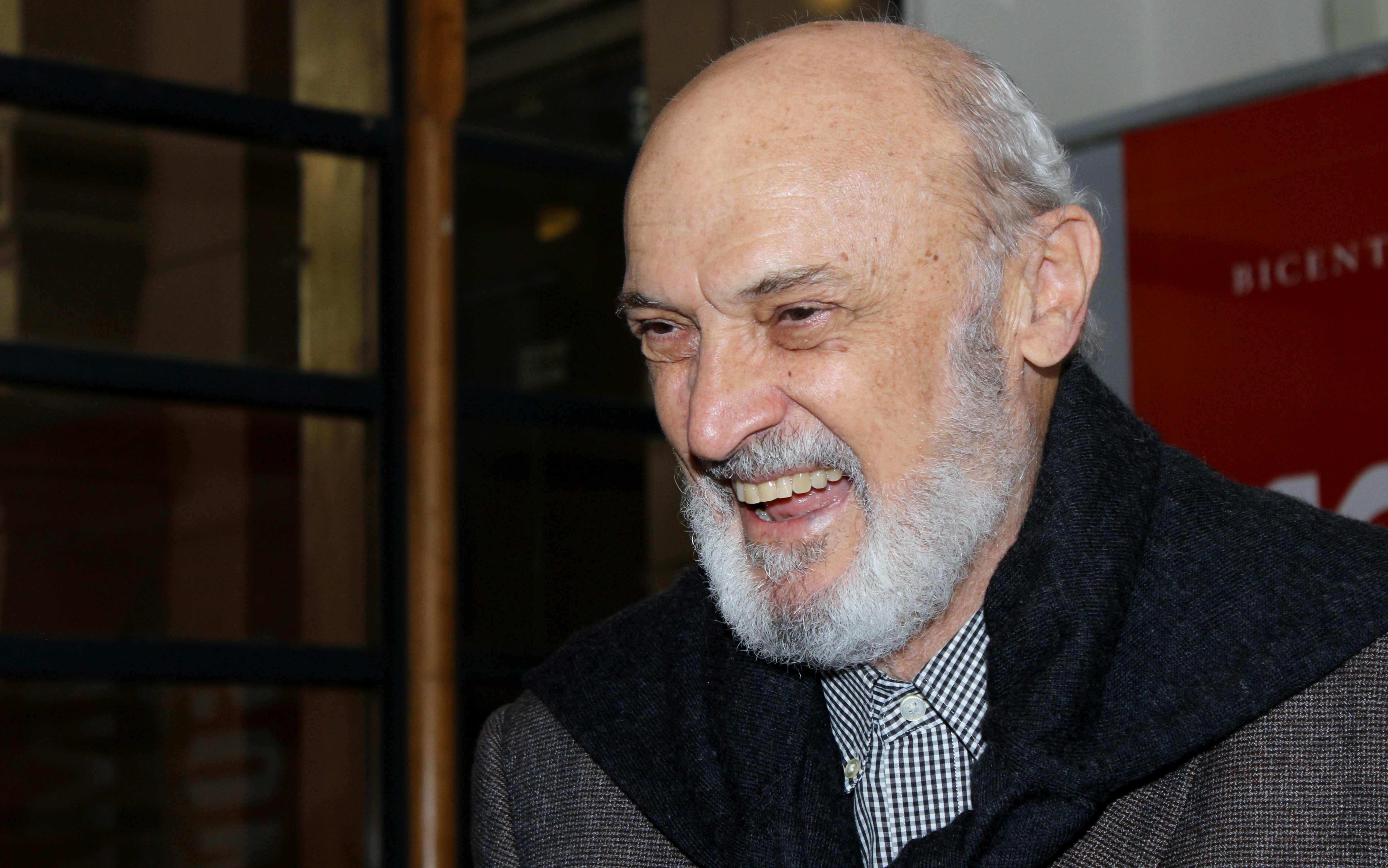
Ampuero en 2018

- Paren el mundo que acá me bajo, cuentos, Editorial Ari, 1972 (Estruendomudo, 2007)
- Deliremos juntos, Kosmos, 1975 (Campodónico, 1994)
- Miraflores Melody, novela, Serconsa Editores, 1979
- Gato encerrado, crónicas y semblanzas, PEISA, 1987 y 1998; (Punto de Lectura, 2009); (DEBOLSILLO,Penguin Random House,2015); (TUSQUETS, Planeta, 2023).
- Caramelo verde, novela negra, Campodónico, 1992 (primer libro de la Trilogía callejera de Lima); Seix Barral, 2002; Alfaguara,2006, 2012; Planeta, 2015.
- Malos modales, cuentos, Campodónico, 1994 (Booket Planeta, 2007)
- Bicho raro, cuentos, Campodónico, 1996 (Planeta, 2009)
- Voces de Luna llena, poemario, Campodónico, 1998 (Edición de lujo, M.Zegarra Editora, 2002, ilustrada por el artista José Tola)
- Cuentos escogidos, Alfaguara, 1998
- El enano, historia de una enemistad, crónica novelada, Mosca Azul, 2001. PLibros, 2014. Memorias, TusQuets, 2018.
- Arresto domiciliario, teatro, 2003

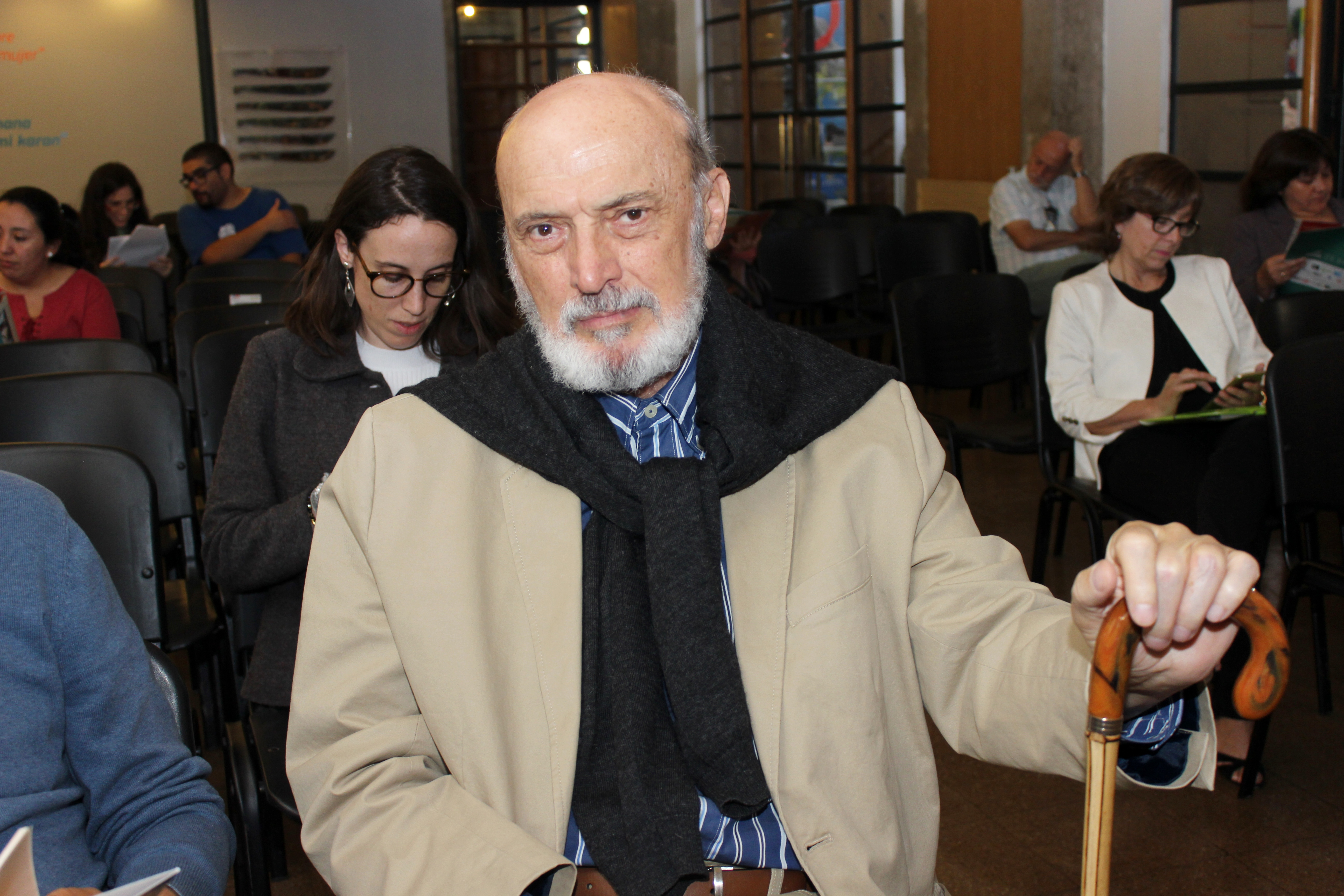
Ampuero, 31 de octubre de 2018

- Muslo que subo, poemario, Alta Niebla Editores, 2004
- Mujeres difíciles, hombres benditos, cuentos, Alfaguara, 2005
- Puta linda, novela, Planeta AE&I, 2006 (segundo libro de la Trilogía callejera de Lima) / Salto de Página, 2006
- Hasta que me orinen los perros, novela, Planeta AE&I, 2008 (tercer libro de la Trilogía callejera de Lima) / Salto de Página, 2008
- Fantasmas del azar, cuentos completos, Norma, 2010
- 40 poemas, Alegoría Editores, 2010; con fotografías de Sonia Cunliffe
- Maida Sola y otros cuentos, QG Editores, 2011
- Nuevos cuentos escogidos, Albatros, 2011
- El peruano imperfecto, Alfaguara, novela, 2011, (DEBOLSILLO,Penguin Random House, 2015)
- Los juegos del amor, Arsam, selección de cuentos, 2012
- Trilogía callejera de Lima, Tajamar editores, Santiago de Chile, novelas, 2012
- Antología personal, cuentos, poemas, prosas; Punto de lectura, 2012

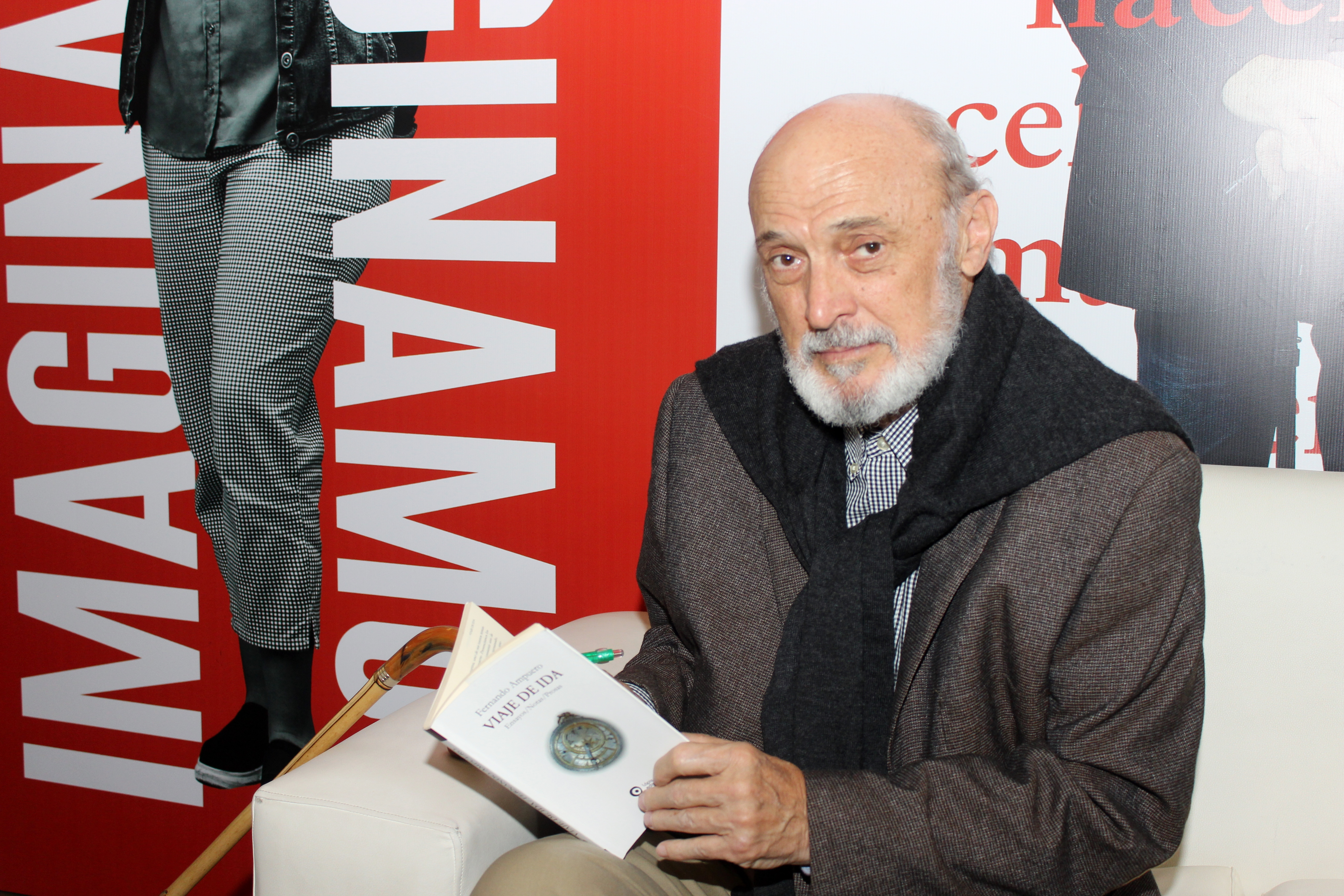
Ampuero con su libro Viaje de ida

- Viaje de ida, ensayos, crónicas y prosas; Lápix editores, 2012
- Cuentos, prácticamente todos los relatos escritos hasta la fecha; Planeta AE&I, Lima, 2013 (reediciones ampliadas: 2016, 2017)
- Taxi driver sans Robert de Niro, cuento, Zinnia Éditions, 2013, Lyon, Francia.
- Criaturas musicales y otros cuentos, selección de cuentos Plan Lector, Bizarro ediciones, 2014
- Loreto, novela, Planeta AE&I, 2014
- Tambores invisibles, crónicas y ensayos, PEISA, 2014
- Sucedió entre dos párpados , novela, Planeta AE&I, 2015
- Más allá del amor a los perros", selección de cuentos Plan Lector, Bizarro ediciones, 2017.
- Íntimos y salvajes, selección de cuentos, TusQuets, México, 2017
- Lobos solitarios, cuento, PEISA, 2017
- La bruja de Lima, memorias, TusQuets, Lima, 2018
- Lobos solitarios y otros cuentos, PEISA, Lima, 2018.
- Mientras arden los sueños, nueva selección de cuentos, TusQuets, Colombia, 2019.
- Ampuero esencial Volumen I, cuentos selectos 1972-1996, Booket, Planeta, Lima, 2019.
- Jamás en la vida, cuentos, Planeta AE&I, Lima, 2019.
- Cuarteto de Lima, novelas, TusQuets, Lima, 2019.
- Ampuero esencial Volumen II, cuentos selectos 2005-2019, Booket, Planeta, Lima, 2019.
- Seis capítulos perdidos y otros extravíos", miscelánea, TusQuets, Lima, 2021.
- Run Run. La triste y desmesurada historia de un zorro cautivo, cuento infantil ilustrado por Camila Gómez. Lima, Planeta juvenil, 2022.
- El primer cuentista", relato y libro objeto, con ilustraciones de Casandra y Joshua Tola. Lima, Lunwerg editores, 2022.
- Tanta vida yo te di", cinco cuentos y una crónica. TusQuets, Lima, 2024.